# Przewodów
Przewodów és un poble del districte administratiu de Gmina Dołhobyczów, dins del comtat de Hrubieszów, Voivodat de Lublin, al sud-est de Polònia, prop de la frontera amb Ucraïna. Es troba aproximadament a 15 quilòmetres al sud-oest de Dołhobyczów, 39 km al sud de Hrubieszów i 129 km al sud-est de la capital regional Lublin. El poble està situat a la regió històrica de Galítsia.
El 2021 tenia 413 habitants.